# Microsoft Dynamics NAV
Microsoft Dynamics NAV je softwarový systém společnosti Microsoft určený pro plánování podnikových zdrojů (ERP). Produkt je součástí řady Microsoft Dynamics, která pomáhá firmám s účetnictvím a ekonomikou, řízením vztahů se zákazníky, dodavateli, provozní analytikou a e-obchodováním (e-commerce).

## Historie
V roce 1984 vznikla v Dánsku společnost PC&C ApS (Personal Computing and Consulting). V roce 2000 se Navision Software A/S sloučila s dánskou společností Damgaard A/S (založena 1983) a společně vytvořili firmu s názvem NavisionDamgard A/S. Později bylo jméno změněno na Navision A/S. 11. července 2002 koupil Microsoft společnost Navision A/S. Vznikla divize Microsoft Business Solutions, která zároveň zahrnovala produkt Microsoft CRM.
Samotný produkt prošel několika změnami, kdy se postupně jmenoval „Navision Financials“, „Navision Attain“, „Microsoft Business Solutions Navision Edition“ a naposledy „Microsoft Dynamics NAV“. V září roku 2005 Microsoft změnil značku produktu a oznámil uvedení na trh Microsoft Dynamics NAV.

## Vlastnosti
NAV poskytuje dvě verze licencí: Business Essentials (BE) a Advance Management (AM). Produkt používá databázový server Microsoft SQL Server jako DBMS.

## Budoucnost
Microsoft Dynamics NAV 2009 s novou třívrstvou architekturou klienta s novým uživatelským rozhraním zaměřeného na role (Role Tailored Client – RTC) byl uveden na trh v prosinci roku 2008. Microsoft původně plánoval vyvinout nový ERP systém (Project green), ale nakonec se firma rozhodla pokračovat ve vývoji všech ERP systémů (Dynamics AX, Dynamics NAV, Dynamics GP a Dynamics SL). Do dalších verzích jsou plánovány nové funkcionality aplikace, klient pro SharePoint, implementace všech částí systému v .NET (a tedy podpora 64bitové platformy a podpora Unicode) a další. Budoucnost produktu je popsána v dokumentu Statement of Direction, který Microsoft uveřejňuje pro své partnery a zákazníky. Dokument obsahuje směřování aplikace až do roku 2017.[zdroj?]